# Need You Now (album Lady Antebellum)
Need You Now è il secondo album in studio del gruppo musicale statunitense Lady Antebellum, pubblicato il 26 gennaio 2010 dall'etichetta discografica Capitol Records di Nashville.
L'album si posiziona alla 19 nella classifica di Billboard degli album più venduti negli USA nella prima parte del 2011 con 473 000 copie.
L'album è in classifica nella Billboard 200 da 82 settimane.

## Tracce
1. Need You Now – 4:37 (Dave Haywood, Josh Kear, Charles Kelley, Hillary Scott)
2. Our Kind of Love – 4:09 (Dave Haywood, Charles Kelley, Hillary Scott, Michael Busbee)
3. American Honey – 3:44 (Cary Barlowe, Hillary Lindsey, Shane Stevens)
4. Hello World – 5:26 (Tom Douglas, Tony Lane, David Lee)
5. Perfect Day – 3:21 (Jerry Flowers, Dave Haywood, Charles Kelley, Hillary Scott)
6. Love This Pain – 3:03 (Marv Green, Jason Sellers)
7. When You Got a Good Thing – 4:57 (Dave Haywood, Charles Kelley, Hillary Scott, Rivers Rutherford)
8. Stars Tonight – 4:04 (Monty Powell, Dave Haywood, Charles Kelley, Hillary Scott)
9. If I Knew Then – 4:15 (Charles Kelley, Monty Powell, Anna Wilson)
10. Something 'Bout a Woman – 3:41 (Dave Haywood, Charles Kelley, Hillary Scott, Craig Wiseman)
11. Ready to Love Again – 2:53 (Dave Haywood, Charles Kelley, Hillary Scott, Michael Busbee)

## Classifiche
| Classifica       | Posizione massima |
| ---------------- | ----------------- |
| Argentina        | 14                |
| Australia        | 5                 |
| Austria          | 10                |
| Belgio (Fiandre) | 19                |
| Canada           | 1                 |
| Francia          | 19                |
| Germania         | 19                |
| Grecia           | 37                |
| Messico          | 67                |
| Norvegia         | 31                |
| Nuova Zelanda    | 1                 |
| Paesi Bassi      | 4                 |
| Portogallo       | 6                 |
| Regno Unito      | 8                 |
| Spagna           | 22                |
| Svezia           | 21                |
| Svizzera         | 10                |
| USA              | 1                 |

### Classifiche di fine anno
| Classifica di fine anno (2010) | Posizione |
| ------------------------------ | --------- |
| Stati Uniti                    | 3         |
| Classifica di fine anno (2011) | Posizione |
| Stati Uniti                    | 19        |
| Classifica di fine anno (2012) | Posizione |
| Stati Uniti                    | 153       |

## Classifiche di tutti i tempi
| Classifica  | Posizione |
| ----------- | --------- |
| Stati Uniti | 69        |